# Alois Kirnig
Alois Kirnig (10. června 1840, Praha - 25. ledna 1911, Praha-Staré Město) byl německo-český malíř a ilustrátor.

## Život
Alois Kirnig studoval nejprve soukromě v Praze u Ferdinanda Lepié (1854 - 1855) a poté na pražské Akademii v krajinářské škole Maxe Haushofera (1855-1862). V letech 1863-1864 pokračoval ve studiu na Akademii výtvarných umění v Mnichově u Eduarda Schleicha a pak se ještě na rok vrátil do školy Maxe Haushofera (1865 -1866). Cestoval již od mládí po Čechách a kreslil zejména města (Staré Litoměřice, 1856). Roku 1866 založil v Praze vlastní soukromou školu krajinomalby. K jeho žákům patřili Václav Pokorný, Cuno von Bodenhausen a Robert Guttmann. Byl členem Krasoumné jednoty a Umělecké besedy. Později cestoval a maloval krajiny v Německu, Rakousku a Itálii a v letech 1877 - 1879 žil v Neapoli a na Capri. Kromě Prahy vystavoval také ve Vídni, Drážďanech a Mnichově.

## Dílo
Kirnigovo školení u Eduarda Schleicha v Mnichově (kde před ním studoval i Julius Mařák) mělo vliv na jeho pojetí krajiny. Schleich byl jedním ze zakladatelů umělecké kolonie v Dachau a je považován za zakladatele moderní německé krajinomalby. Znal dobře holandské i moderní francouzské krajináře a ve svých obrazech se soustředil na působení světla a atmosférických jevů a modelaci objemů barvou. Kirnig opustil svou původní romantickou a poněkud naivní stylizaci krajin (Alpská krajina s pastevci, 1862) z doby, kdy navštěvoval školu Maxe Haushofera a soustředil se na realistickou malbu. Jeho malebnou skladbu přírodních motivů, harmonickou barevnost a citový přístup k zobrazené krajině ovlivnil i Adolf Kosárek.
Jeho lesní zákoutí z pozdního období tvorby se svou kvalitou vyrovná malbám Julia Mařáka (Lesní rybník, 1907).
Kiringova zkušenost z pobytu na jihu Itálie ovlivnila jeho vnímání světla při modelaci krajiny a některé obrazy předznamenávají impresionismus (Břízy u cesty, 1900).
Kromě alpských a italských krajin maloval partie z okolí Prahy, ze Šárky, Podbaby, Troje, Veltrus, zejména pak ze Staré Prahy. Sbírka jeho staropražských obrazů byla kdysi v majetku dr. Antonína Kiemanna v Praze.
Jako ilustrátor přispíval zejména do časopisu Květy.

## Galerie

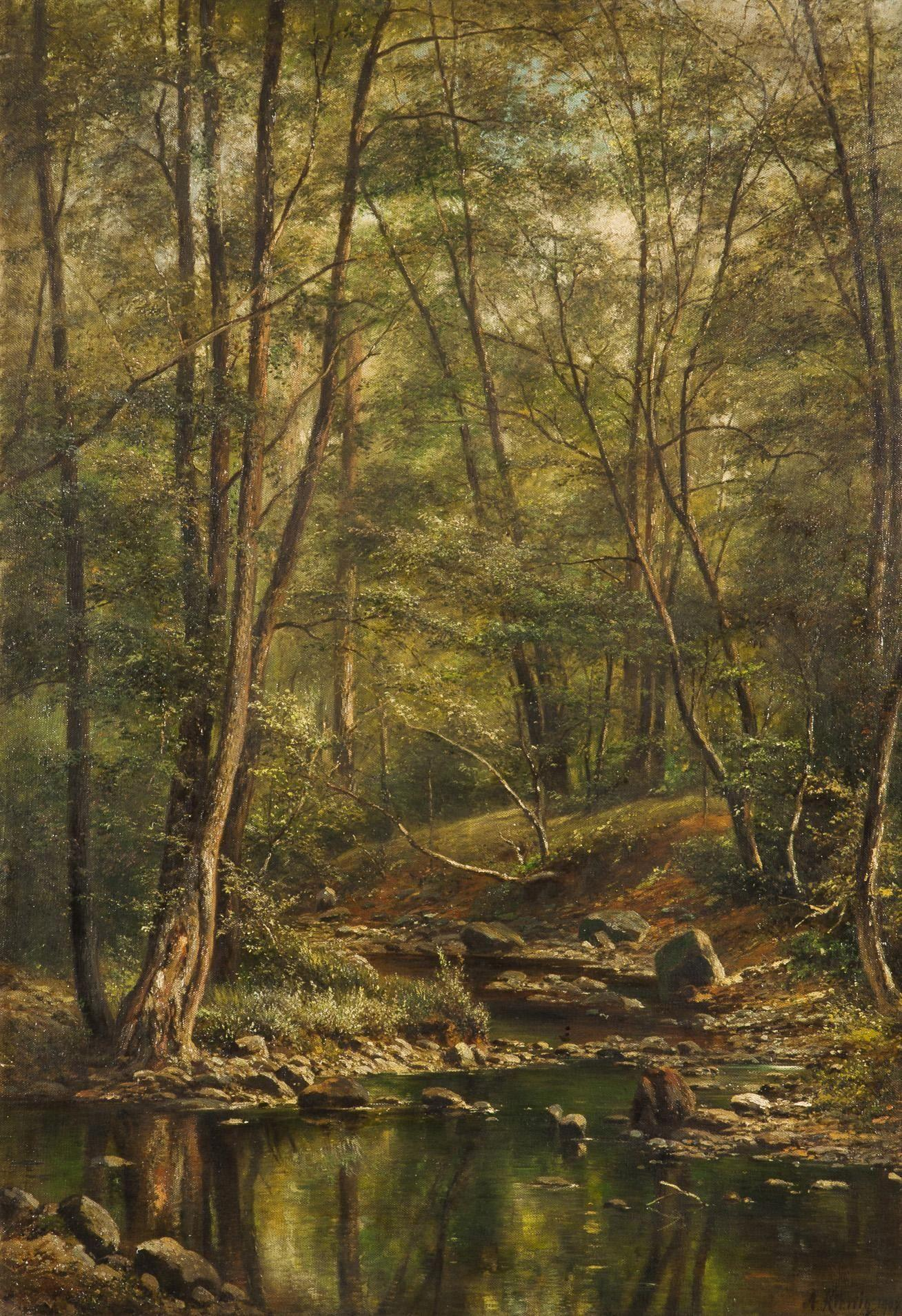
Alois Kirnig - Lesní rybník (1907)
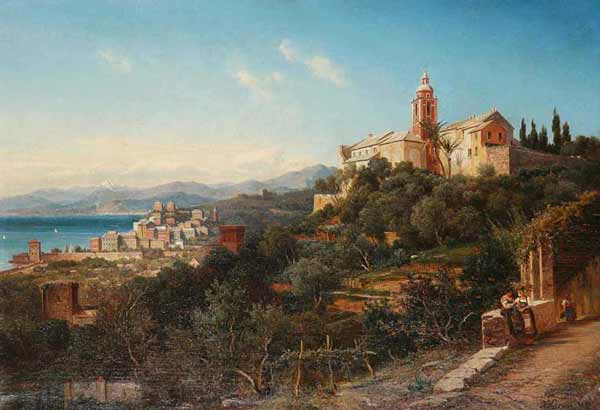
Alois Kirnig - Přímořská krajina (Multedo, Monte Oliveto) (1891)
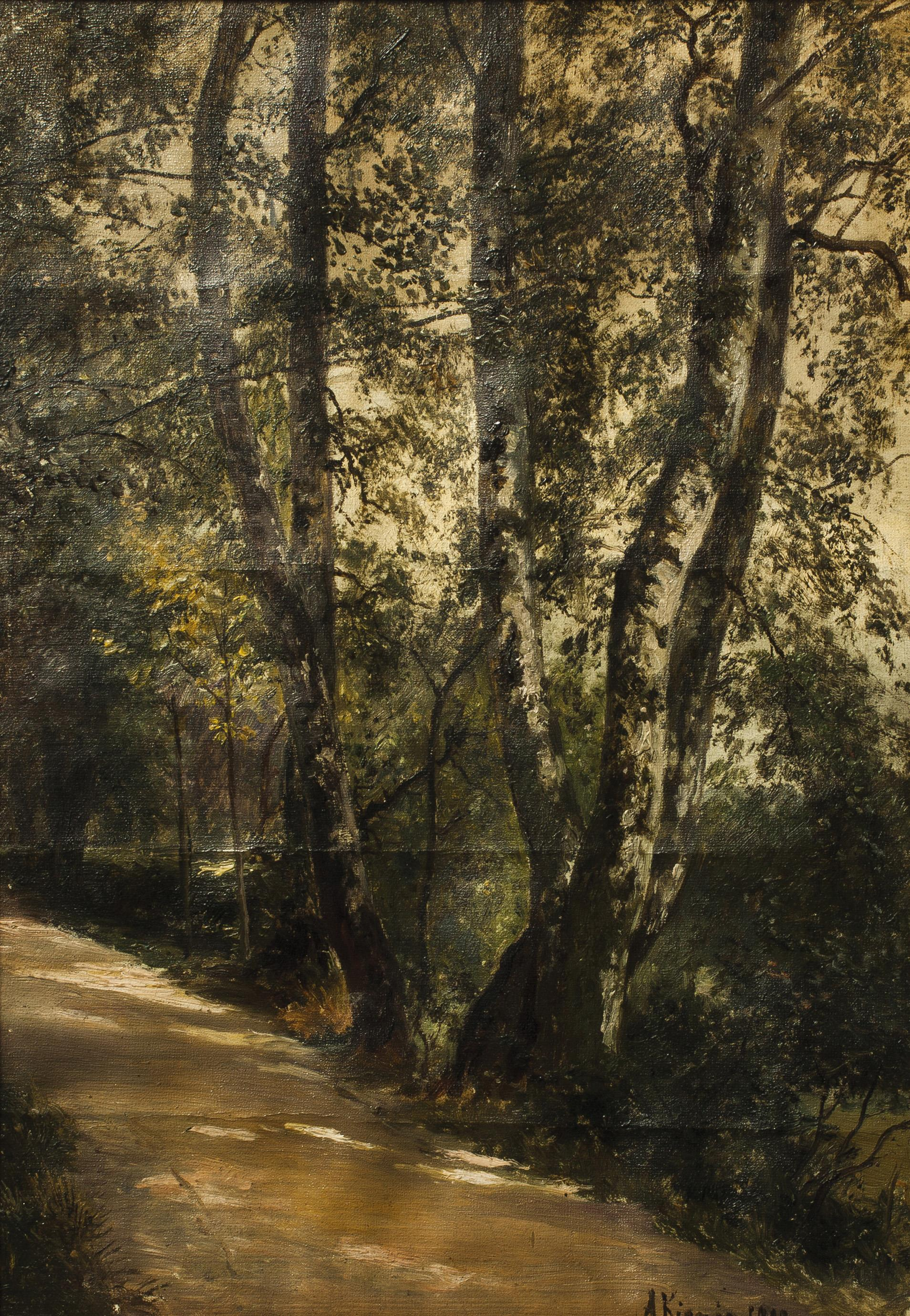
Alois Kirnig - Břízy u cesty(1900)
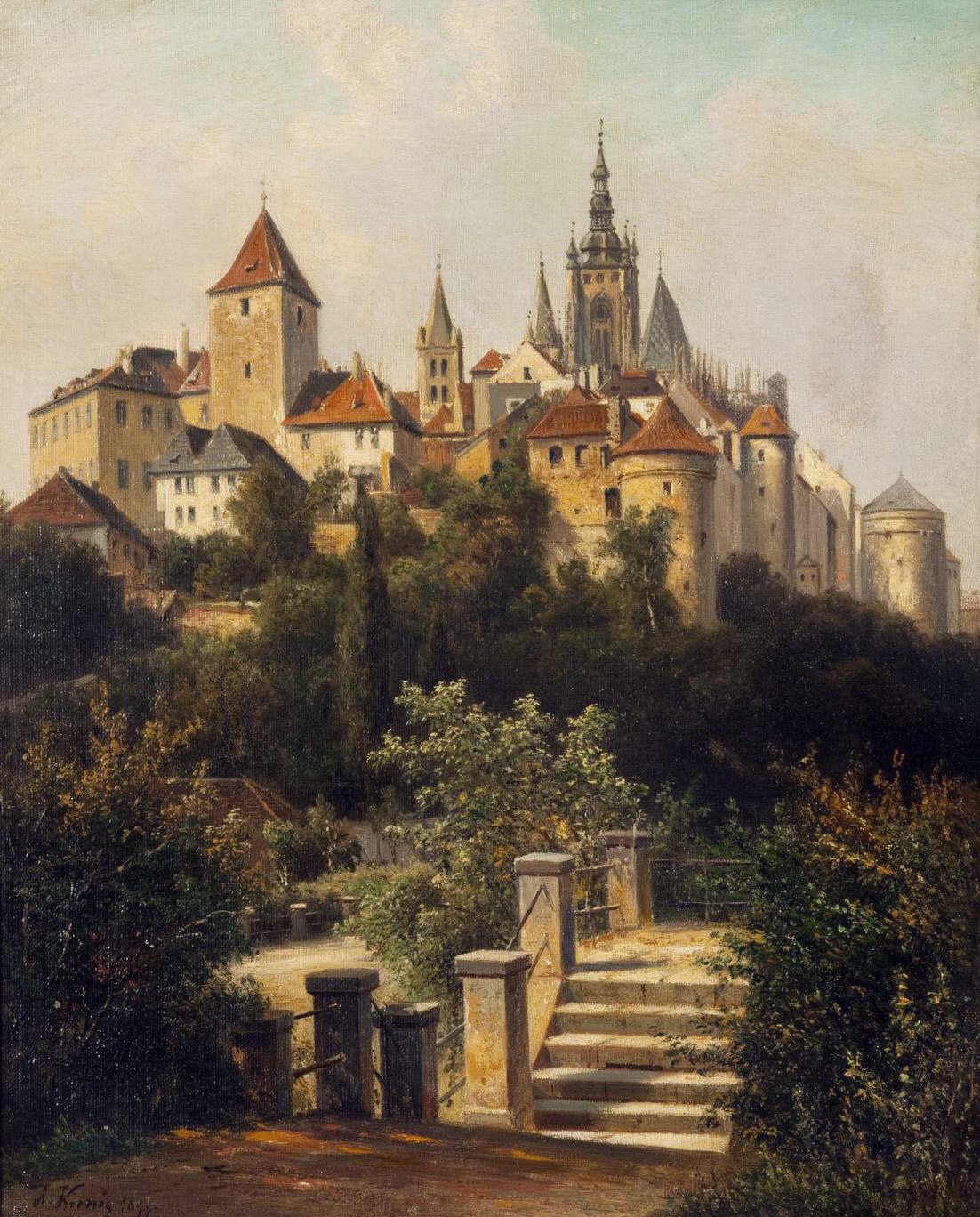
Alois Kirnig - Pohled na Pražský hrad z Chotkovy ulice (1899)
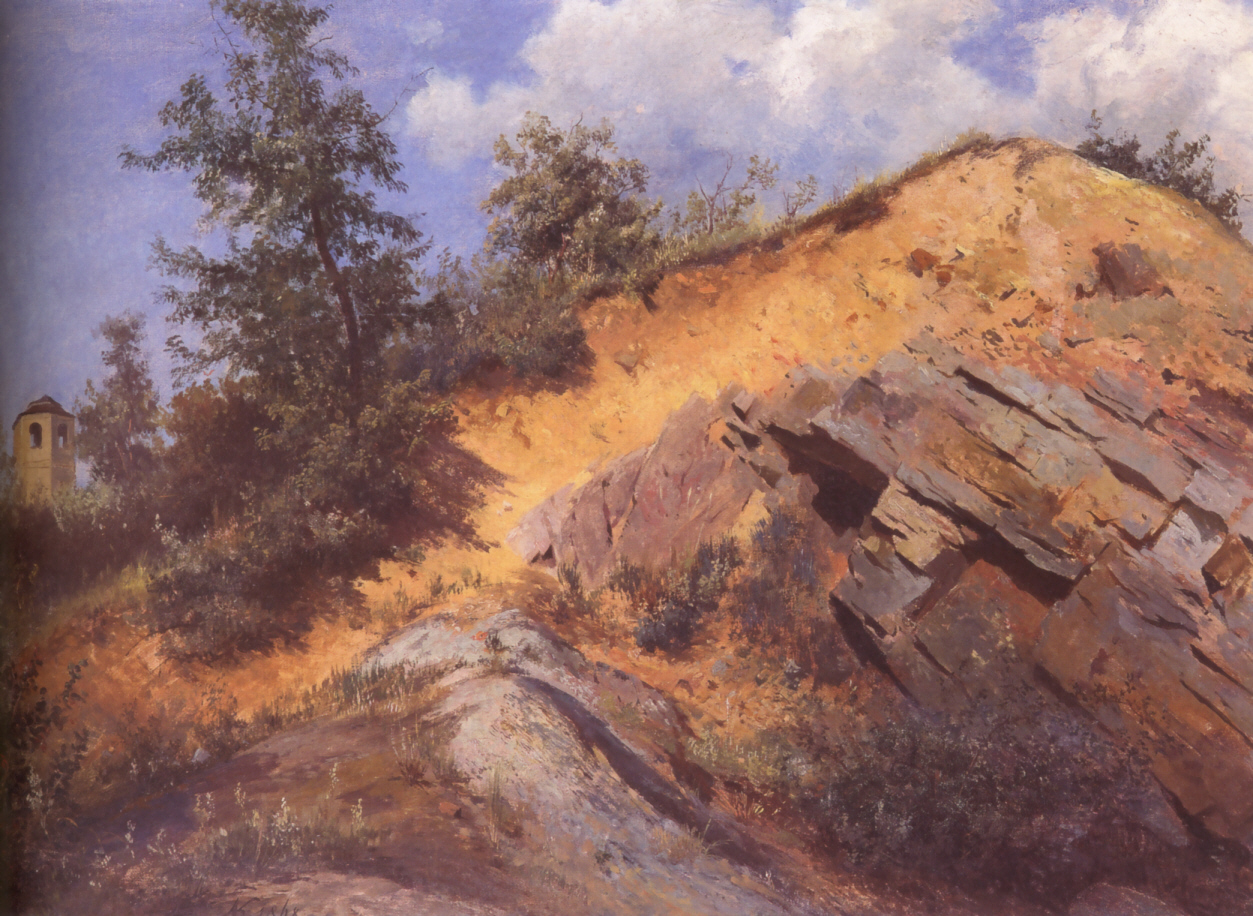
Alois Kirnig – Žulový lom (1868)